# サムライトリオ
サムライトリオはかつて活動していたお笑いグループ。松竹芸能所属。

## 概要
松竹映画の時代劇に出演していた山中、二階堂、浜田の3人で1967年に結成した。メンバーの入れ替えが激しく、2007年から2010年の山中の死去までは山中と浅岡の二人で「サムライ勇・朝」として活動していた。
コミック剣戟を主としたコント風の漫才を得意とし、吉本のチャンバラトリオに対して松竹のサムライトリオとしてライバル扱いされていた。

## メンバー

### 2010年12月時点
サムライ勇（さむらい　いさむ、1938年5月20日 - 2010年12月31日）
本名は山中勇。京都府竹野郡（現：京丹後市）出身、京都府立網野高等学校卒業。サムライトリオ結成当時からのメンバー。高校卒業後の1956年に松竹京都撮影所にニューフェイスとして入社。
1967年にサムライトリオを結成し、1992年に解散。
趣味は油絵。一時勇が描いた油絵が知人のスナックや相方のスナックの飾られていたが売り上げが落ちるとか店が潰れるなど不幸が起こった。
2010年12月31日、脳梗塞のため大阪市淀川区の病院で死去。72歳没。
サムライ朝（さむらい　あさ、1941年9月22日 - ）
本名は浅岡勝美。大阪府出身、大阪府立生野高等学校卒業。1970年にサムライトリオに浅岡勝の名で加入。
その後脱退し、「朝起太郎」の芸名でピンで活動していた。この頃は赤穂浪士のネタ1本で勝負していた。2007年頃「サムライ勇・朝」を結成。相方没後「サムライ朝起太郎」の芸名でピンでの活動を再開。松竹芸能諸芸所属。
スナックを経営している。

### 脱退
浜田 誠（はまだ まこと、1944年7月18日 - ）
本名は浜田誠一。高知県出身、高知県立中村高等学校卒業。サムライトリオ脱退後の1971年に「花乃ルンバ」の芸名で笹山タンバとのコンビを結成したが、解散。
現在は「宮川珠季」の芸名で杉良太郎のそっくりさんとして活動している。
二階堂 健（にかいどう けん、1938年 - ）
本名は河野健一。父は二階堂武という名の殺陣師。1949年に新世界の朝日劇場で神田千恵子劇団の座員で初舞台、その後松竹映画に数本出演。1970年に脱退後は引退している。
坂東 邦（ばんどう くに、1946年 - 2009年2月26日 ）
本名は坂東邦雄。栃木県出身。内海カッパの紹介でゼンジー北京の後見をしていた。その後「ウキウキシャンセ」という音楽ショウをやった。
サムライトリオ脱退後は「内海ばん」の芸名で内海ゆりと共に民謡漫才をしていた。晩年まで桂文福の文福一座でお世話になっていた。因みに内海ゆりは天満で「酔う亭笑う亭」という居酒屋で女将をしている。
山口 久（やまぐち ひさし、1944年 - ）
香川県高松市出身。在籍当時の相方は山中と浅岡だった。
音楽ショウ「わんぱくボーイ」を皮切りに数々の相方とコンビを組んで漫才をやったがうまくいかずサムライトリオに参加。
宮川 小助（みやがわ こすけ、1954年11月12日 - ）
本名は藤川忠秀。大阪府出身。松竹の養成所出身。1973年に「宮川左近ショー」の宮川左近の門下になって宮川大助とのコンビ「大助・小助」や音楽ショウ「スリーエース」に加入、鳳キング（鳳啓助の弟子、元「鳳キング・ポーカー」）・ミッキー修（現:梅乃ハッパ）とのトリオ「トリプルパンチ」として活動していた。
1981年にサムライトリオに加入し、1987年に解散。
現在は妻で元「右和八郎・左和とん子」のとん子と共に「宮川青丸・とん子」のコンビで活動。
サムライ よしえ（さむらい よしえ、9月29）
本名は久保喜重。岡山県岡山市出身。かつては山陽放送を中心にフリーアナウンサーとして活動していた。
1992年に山中とのコンビを結成、2007年頃解散。